# چتم (لوئیزیانا)
چتم (به انگلیسی: Chatham) شهری در ایالت لوئیزیانا کشور ایالات متحده آمریکا است که جمعیت آن در سرشماری سال ۲۰۱۰ میلادی، ۵۵۷ نفر بوده‌است.